# ディストピア (アルバム)
『ディストピア』（原題：Dystopia）は、アメリカのスラッシュメタルバンド・メガデスの15作目となるスタジオ・アルバムである。

## 概要
- クリス・ブロデリックとショーン・ドローヴァーが脱退してから初めてのスタジオ・アルバムで、レコーディングにはアングラのキコ・ルーレイロとラム・オブ・ゴッドのクリス・アドラー（ルーレイロは正式メンバー[1]、アドラーはゲスト・プレイヤー[2]）が参加している。
- 日本国内のみ、バンドのLOUD PARK15出演に合わせ、「フェイタル・イリュージョン」がCDシングルとして発売された。
- タイトル・トラックである「ディストピア」は、第59回グラミー賞で最優秀メタル・パフォーマンス部門を受賞し、初のグラミー賞受賞を果たした[3]。

## 収録曲
| #         | タイトル                                                       | 作詞・作曲                   | 時間  |
| --------- | -------------------------------------------------------------- | ---------------------------- | ----- |
| 1.        | 「ザ・スレット・イズ・リアル - The Threat Is Real」            | デイヴ・ムステイン           | 4:22  |
| 2.        | 「ディストピア - Dystopia」                                    | ムステイン                   | 5:00  |
| 3.        | 「フェイタル・イリュージョン - Fatal Illusion」                | ムステイン                   | 4:16  |
| 4.        | 「デス・フロム・ウィズイン - Death From Within」               | ムステイン                   | 4:48  |
| 5.        | 「ブレット・トゥ・ザ・ブレイン - Bullet to the Brain」         | ムステイン                   | 4:29  |
| 6.        | 「ポスト・アメリカン・ワールド - Post American World」         | ムステイン、キコ・ルーレイロ | 4:25  |
| 7.        | 「ポイゾナス・シャドウズ - Poisonous Shadows」                 | ムステイン、ルーレイロ       | 6:02  |
| 8.        | 「コンカー・オア・ダイ - Conｑuer or Die!」                    | ムステイン、ルーレイロ       | 3:33  |
| 9.        | 「ライイイング・イン・ステイト - Lying in state」              | ムステイン                   | 3:34  |
| 10.       | 「ジ・エンペラー - The Emperor」                               | ムステイン                   | 3:54  |
| 11.       | 「フォーリン・ポリシー - Foreign Policy」(Fearのカヴァー)      | リー・ビング                 | 2:28  |
| 12.       | 「ミー・ヘイト・ユー - Me Hate You」(日本盤ボーナス・トラック) | ムステイン                   | 3:44  |
| 合計時間: | 合計時間:                                                      | 合計時間:                    | 50:35 |

## 参加ミュージシャン
- デイヴ・ムステイン - ボーカル、ギター
- デイヴィッド・エレフソン - ベース・ギター
- キコ・ルーレイロ - ギター
- クリス・アドラー - ドラムス